# HMS Kingston (F64)
«Кінгстон» (F64) (англ. HMS Kingston (F64) — військовий корабель, ескадрений міноносець типу «K» Королівського військово-морського флоту Великої Британії за часів Другої світової війни.

## Історія створення
«Кінгстон» був закладений 6 жовтня 1937 на верфі компанії J. Samuel White, Коуз. 14 вересня 1939 увійшов до складу Королівських ВМС Великої Британії.